# Makarivský rajón
Makarivský rajón (ukrajinsky Макарівський район) byl rajón v Kyjevské oblasti na Ukrajině. Hlavním městem byl Makariv a rajón měl přibližně 36 tisíc obyvatel. 

## Sídla v rajónu
- Kodra
- Makariv